# دیل بنت
دیل بنت (انگلیسی: Dale Bennett؛ زادهٔ ۶ ژانویهٔ ۱۹۹۰) بازیکن فوتبال اهل بریتانیا است.
از باشگاه‌هایی که در آن بازی کرده‌است می‌توان به باشگاه فوتبال ویلدستون، باشگاه فوتبال یئوویل تاون، باشگاه فوتبال ای‌اف‌سی ویمبلدون، باشگاه فوتبال کترینگ تاون، باشگاه فوتبال برنتفورد، باشگاه فوتبال واتفورد، و باشگاه فوتبال فارست گرین راورز اشاره کرد.